# In Concert (альбом Jethro Tull)
In Concert — живий альбом англійської групи Jethro Tull, який був випущений у 1995 році.

## Композиції
1. Minstrel in the Gallery / Cross Eyed Mary — 4:00
2. This is Not Love — 4:00
3. Rocks on the Road — 6:30
4. Heavy Horses — 7:33
5. Tall Thin Girl — 3:28
6. Still Loving You — 4:40
7. Thick as a Brick — 7:48
8. A New Day Yesterday — 5:45
9. Blues Jam — 3:00
10. Jump Start — 6:30

## Учасники запису
- Мартін Барр — гітара
- Ян Андерсон — гітара, вокал
- Дейв Пегг — бас-гітара
- Доун Перрі — барабани
- Мартін Оллкок — клавіші